# Martin Hindorff
Martin Leonard Hindorff  (ur. 30 marca 1897 w Nyköping, zm. 5 marca 1969 w Sztokholmie) – szwedzki żeglarz sportowy. Trzykrotny medalista olimpijski.
Brał udział w czterech kolejnych igrzyskach (IO 32, IO 36, IO 48, IO 52), na trzech zdobywał medale w klasie 6 m. W 1932 Szwedzi triumfowali, załogę tworzyli również Tore Holm, Olle Åkerlund i Åke Bergqvist. W 1936 i 1948 zdobywał brązowe medale.